# Roda de fiar
A roca, ou "roda de fiar", é uma ferramenta utilizada para fiar. São dois os tipos de rodas mais frequentes:
- roda de fiar com manivela, consiste geralmente num mesa apoiada sobre quatro pés, com uma roda montada numa das extremidades,

esta é accionada por uma manivela anexa ao eixo da roda, na outra extremidade da mesa tem um fuso de ferro com um carreto em madeira que recebe o movimento da roda através de um cordel que os liga;
- roda de fiar com pedal, que além de fiar  enrola o fio.[1]

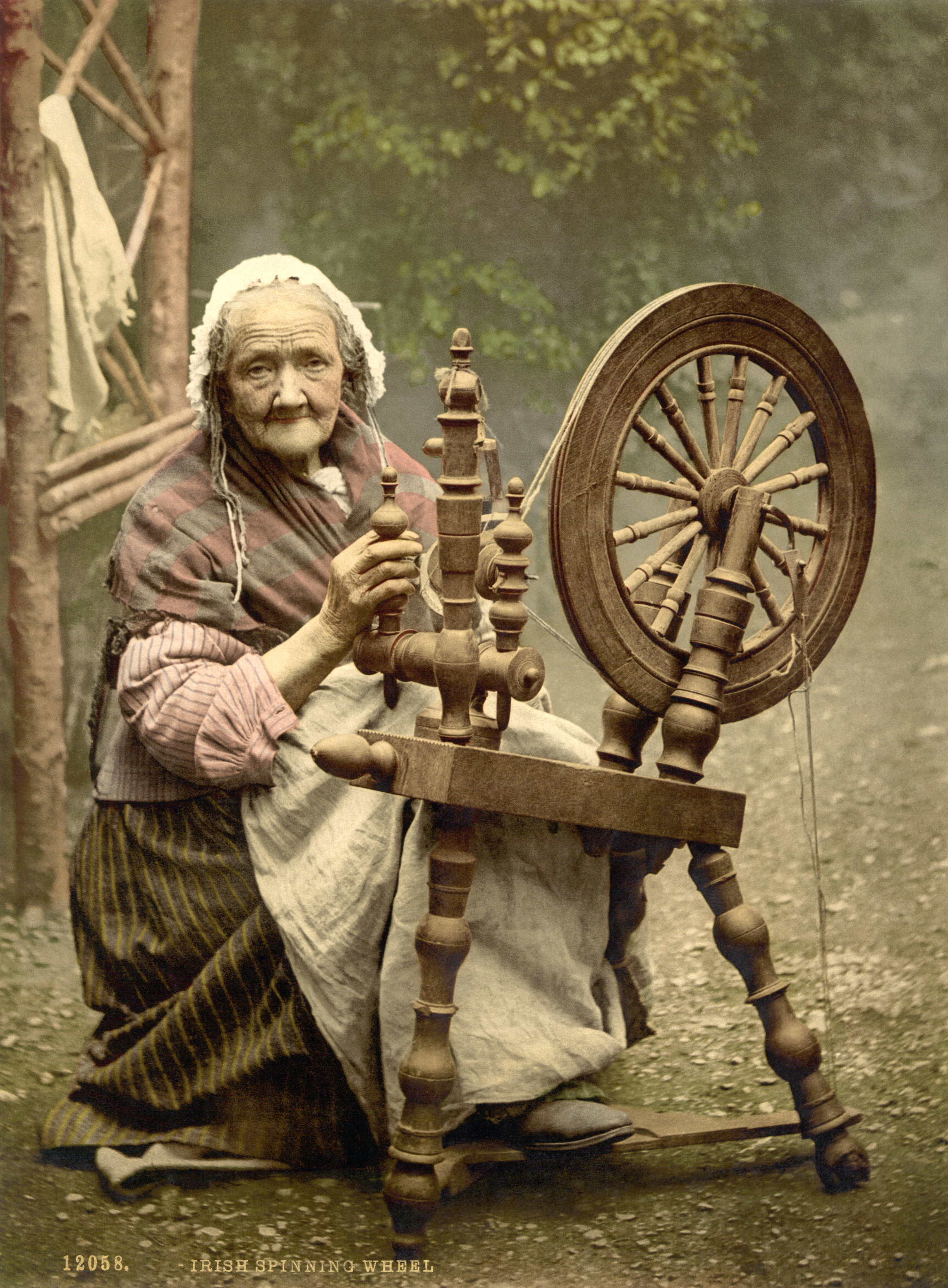
roda de fiar com pedal.
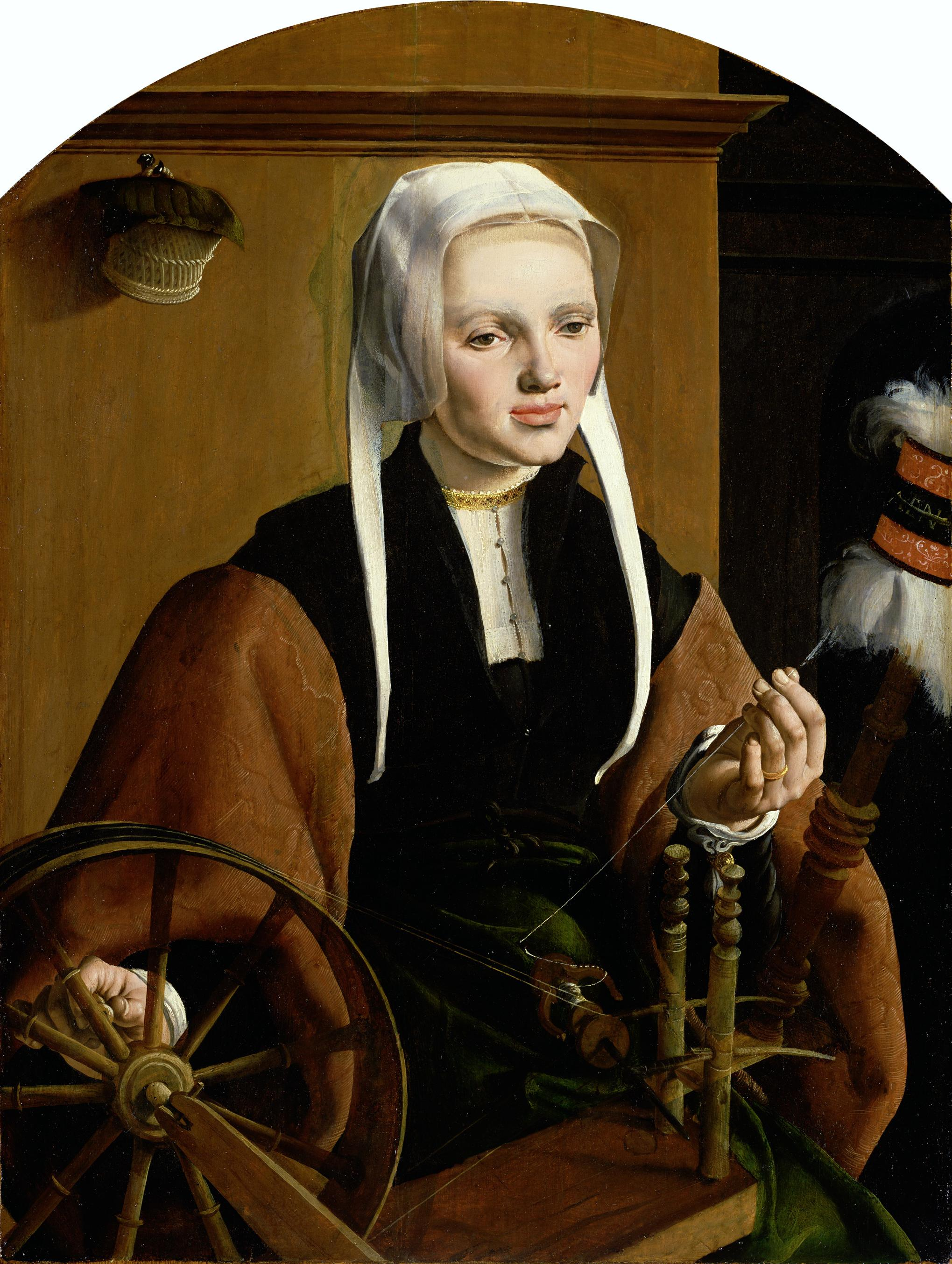
roda de fiar com manivela.
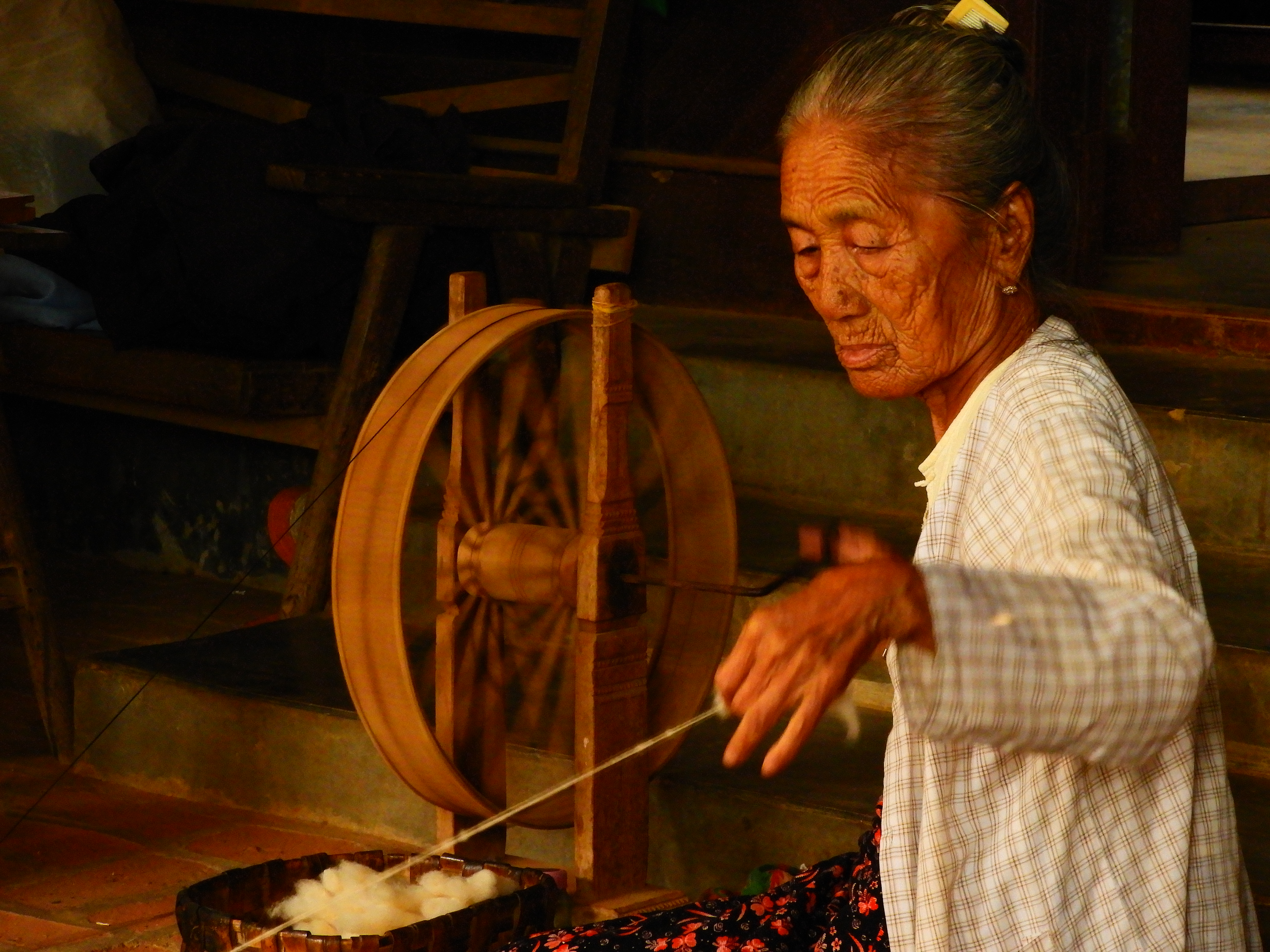
Fiandeira tradicional na casa de sua família em Old Bagan, Myanmar (2019).
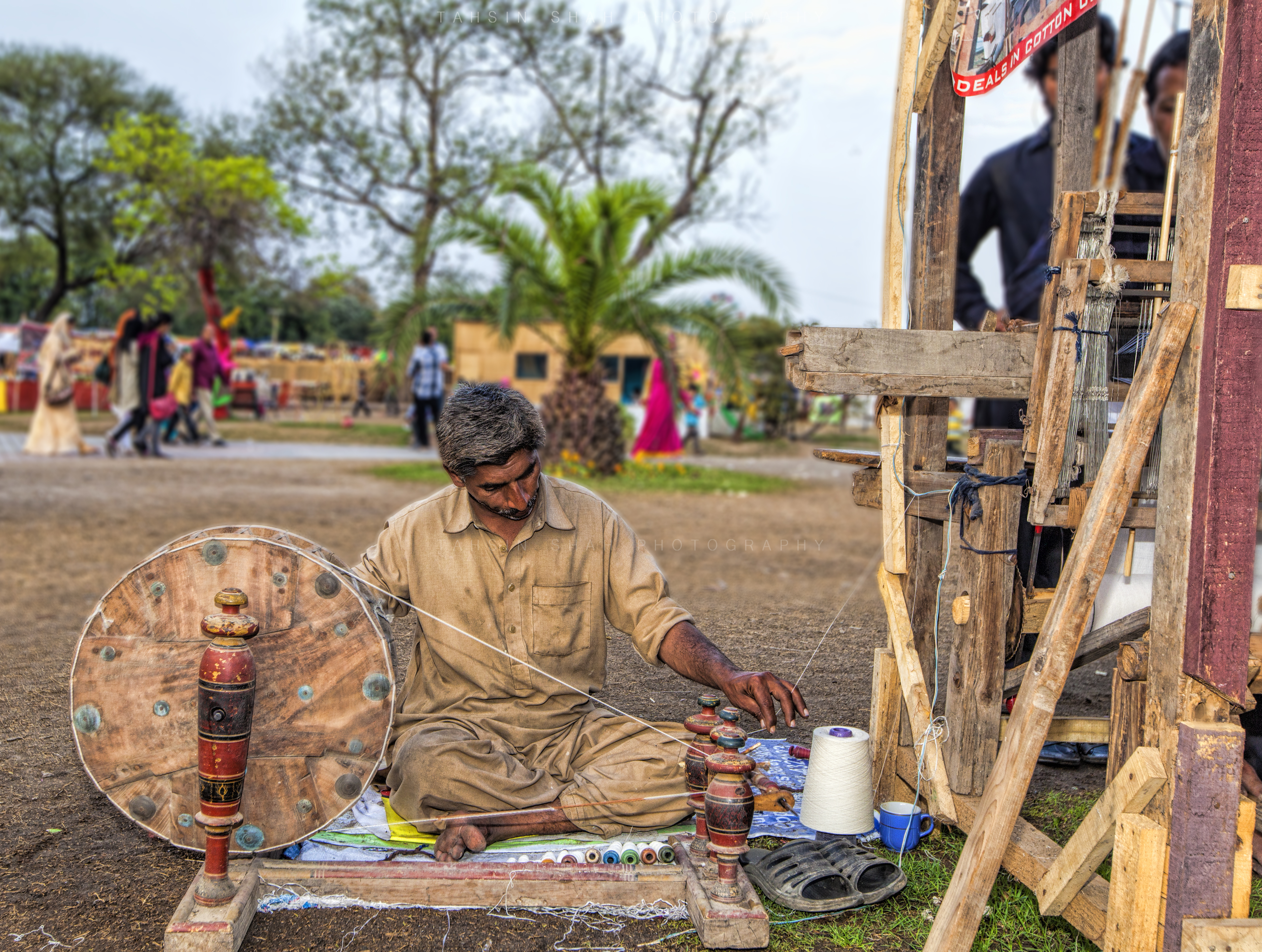
O tear manual ainda é usado nas áreas rurais para tecer fios e tecidos